# VR女友
《VR女友》是2017年2月28日由日本成人游戏公司ILLUSION发行的成人VR游戏。VR女友是全球首款VR专用成人游戏，该游戏从2016年开始制作，10月13日开始陆续放出多个试玩演示影片。ILLUSION原定于2018年3月下旬上架Steam，但是ILLUSION提交了3次审查申请后，最後于2018年4月9日以一般版上架，未來預定發行中文版。

## 游戏内容
在游戏中，玩家扮演男主，与女主夕阳樱(夕陽さくら,Yuuhi Sakura)是邻居。女主身高162cm，喜欢甜食尤其是巧克力，也喜欢冰淇淋、奶油等。
游戏开始，男主被女主夕阳樱邀请到她的住宅交流学业，剧情由此展开。玩家在此过程中可以通过VR装具在游戏内与女主进行各种互动，包括对话、触碰身体等，玩家甚至可以悄悄进入女主的房间为女主更换服装，如黑色蕾丝裤，女仆服或运动服等。

### 风扇模式
当女主躺下时，玩家可以控制风扇吹动女主的衣物，增加互动形式。